# Nothing Gold Can Stay

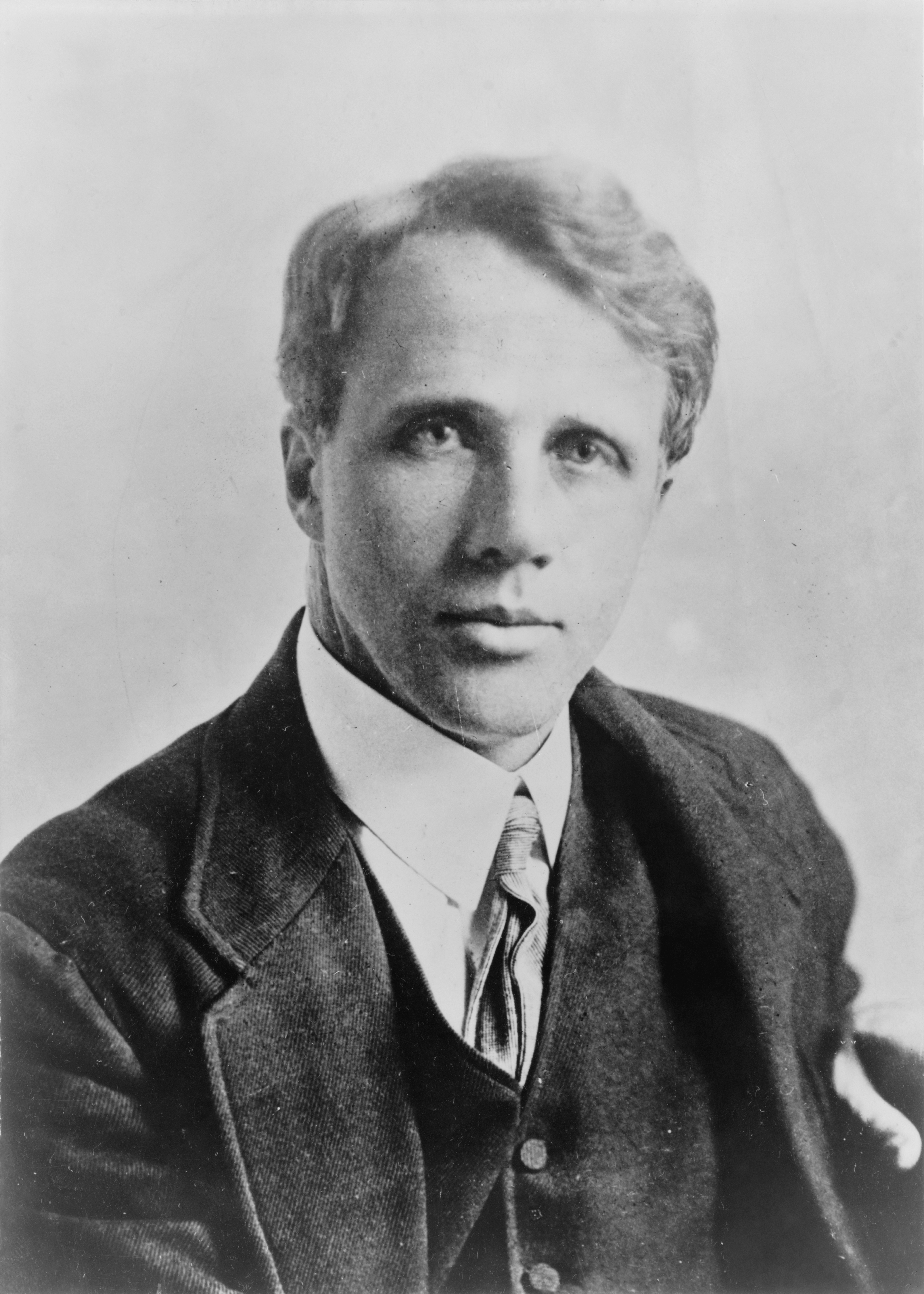
Robert Frost, (1910)

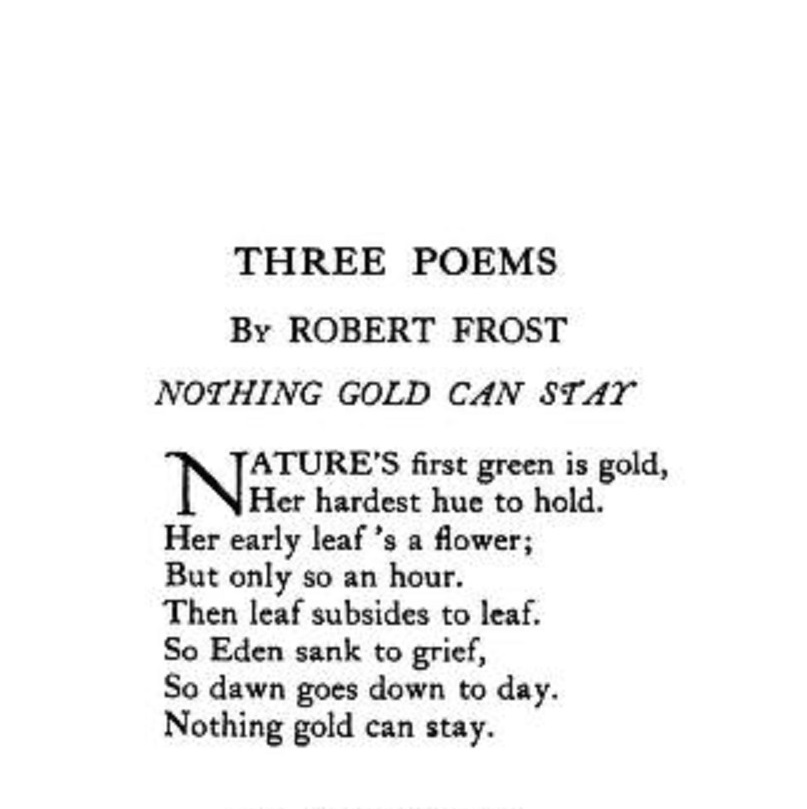

Nothing Gold Can Stay – wiersz amerykańskiego poety Roberta Frosta napisany w 1922 i opublikowany w 1923 jako część jego zbioru New Hampshire: A Poem with Notes and Grace Notes,  wyróżnionego w 1924 Nagrodą Pulitzera w kategorii poezji. Wiersz rymowany AABBCCDD

Nothing Gold Can Stay

Nature’s first green is gold,

Her hardest hue to hold.

Her early leaf’s a flower;

But only so an hour.

Then leaf subsides to leaf.

So Eden sank to grief,

So dawn goes down to day.

Nothing gold can stay.